# 太白山假花耳
太白山假花耳（学名：Dacryopinax taibaishanensis）是属于花耳目花耳科假花耳属的一种真菌，生长在朽木上。该种分布于中国陕西太白山。